# Portland (Victoria)
Portland è una città dell'Australia fondata nel 1834 e situata nella zona meridionale del Victoria, sulla Baia di Portland. 
La sua distanza da Melbourne è di 362 km. Nella città sono presenti un importante porto e impianti per la lavorazione dell'alluminio.